# Kelly Kwalik
Kelly Kwalik (1955 - Timika, Papua Occidental, 16 de desembre de 2009) va ser un activista polític i militar independentista de Papua Occidental, membre de l'Exèrcit d'Alliberament Nacional de Papua Occidental (TPNPB), ala militar del Moviment Papua Lliure (OPM), una organització secessionista papu.

## Trajectòria

### Inicis
Com a independentista de renom va aparèixer durant anys a la llista dels més buscats d'Indonèsia. La policia indonèsia el va acusar de ser el responsable d'una sèrie d'incidents de tiroteig i atacs contra la companyia minera estatunidenca Freeport-McMoRan, que explotava grans mines de coure i or a la província de Papua. El 2009, en una reunió amb la policia, va negar repetidament la responsabilitat d'aquests atacs.

### Crisi dels ostatges de Mapenduma
El seu nom va guanyar l'atenció internacional quan el 8 de gener de 1996, ell i la seva milícia van retenir 26 membres de l'Expedició Lorentz 95, formada per ciutadans indonesis però també d'arreu del món, la qual cosa va provocar una crisi d'ostatges que va durar 5 mesos i la mort de dos d'ells a l'Operació d'alliberament d'ostatges de Mapenduma per les forces especials militars indonèsies, Kopassus, dirigides pel comandant Prabowo Subianto. Aquesta sèrie d'esdeveniments també va provocar el tiroteig de Timika de 1996 que va causar la mort a 16 persones a l'aeroport de Timika.

### Assassinat
El 16 de desembre de 2009, va rebre un tret en una incursió policial en un dels seus amagatalls al barri de Gorong-Gorong de Timika. La policia va afirmar que Kwalik estava armat quan li van disparar mentre intentava fugir. Poca estona després va morir en un hospital de Timika. El seu cos va ser dipositat a l'edifici del Consell Legislatiu de Mimika. El seu taüt va ser envoltat per una bandera de l'estel de l'alba però, en canvi, la policia va rebutjar la sol·licitud de la família i els seus seguidors d'onejar la bandera prohibida al seu funeral. La missa en motiu del seu funeral va ser oficiada d'acord amb la fe catòlica romana pel bisbe John Philip Saklil de la diòcesi de Timika i, posteriorment, va ser enterrat a Timika.
El gener de 2010, després de la seva mort, el Moviment Papua Lliure (OPM) va nomenar Jeck Kemong com a nou comandant suprem de l'ala militar, l'Exèrcit d'Alliberament Nacional de Papua Occidental (TPNPB) i comandant regional de Nemangkawi.